# Piper minutantherum
Piper minutantherum är en pepparväxtart som beskrevs av C. Dc.. Piper minutantherum ingår i släktet Piper och familjen pepparväxter. Inga underarter finns listade i Catalogue of Life.